# Ryegård Dyrehave, Bramsnæs og Garveriskov
Ryegård Dyrehave, Bramsnæs og Garveriskov este o arie protejată (arie specială de conservare — SAC, sit de importanță comunitară — SCI) din Danemarca întinsă pe o suprafață de 46 ha, integral pe uscat.

## Localizare
Centrul sitului Ryegård Dyrehave, Bramsnæs og Garveriskov este situat la coordonatele 55°41′23″N 11°49′48″E / 55.689722°N 11.83°E.

## Înființare
Situl Ryegård Dyrehave, Bramsnæs og Garveriskov a fost declarat sit de importanță comunitară în august 2002 pentru a proteja 1 specie de animale. Situl a fost protejat și ca arie specială de conservare în decembrie 2011.

## Biodiversitate
Situată în ecoregiunile continentală și marină Atlantică, aria protejată conține 18 habitate naturale: Păduri de fag din Europa Centrală dezvoltate pe sol calcaros cu Cephalanthero-Fagion, Păduri de fag Luzulo-Fagetum, Păduri de fag Asperulo-Fagetum, Păduri de stejar sau de stejar și carpen sub-atlantice și medio-europene de Carpinion betuli, Păduri aluvionare cu Alnus glutinosa și Fraxinus excelsior (Alno-Padion, Alnion incanae, Salicion albae), Mlaștini turboase de tranziție și turbării mișcătoare, Turbării active, Pajiști uscate seminaturale și facies de acoperire cu tufișuri pe substraturi calcaroase (Festuco-Brometalia) (* situri importante pentru orhidee), Izvoare petrifiante cu formare de travertin (Cratoneurion), Faleze cu vegetație de pe coastele atlantice și baltice, Lacuri eutrofice naturale cu vegetație de tip Magnopotamion sau Hydrocharition, Mlaștini alcaline, Pășuni atlantice udate de apa mării (Glauco-Puccinellietalia maritimae), Vegetație anuală la limita mareei, Vegetație perenă pe țărmurile stâncoase, Formațiuni ierboase bogate în specii de Nardus, dezvoltate pe substraturi silicioase în zone montane (și în zone submontane, în Europa continentală), Ape stătătoare oligotrofe până la mezotrofe, cu vegetație de Littorelletea uniflorae și/sau de Isoëto-Nanojuncetea, Liziere de ierburi înalte hidrofile de câmpie și de nivel montan până la alpin.
La baza desemnării sitului se află o specie protejată de  amfibieni: triton cu creastă (Triturus cristatus).